# Blaesoxipha batilligera
Blaesoxipha batilligera är en tvåvingeart som beskrevs av Seguy 1941. Blaesoxipha batilligera ingår i släktet Blaesoxipha och familjen köttflugor.
Artens utbredningsområde är Frankrike. Inga underarter finns listade i Catalogue of Life.